# Músculo flexor largo del dedo gordo
El músculo flexor largo del dedo gordo o flexor hallucis longus, es un músculo que está situado en la pantorrilla, más profundo que el tríceps sural.

## Inserción
Se inserta en la parte posterior del tercio inferior del peroné y en la superficie plantar o inferior de la base de la última falange del dedo gordo del pie. 

## Acción
Cuando se contrae produce la flexión del dedo gordo (primer dedo) del pie.

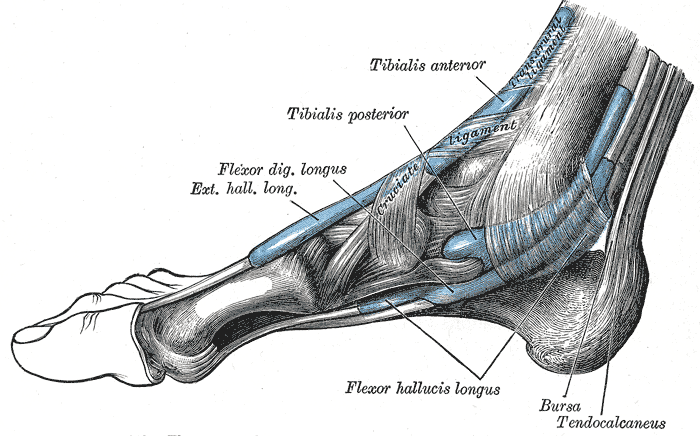